# 1316
| [ Edytuj tabelę ]                          |                                                                                          |
| Książę Małopolski                          | - 1306 Władysław I Łokietek 1320                                                         |
| Książę Wielkopolski                        | - 1312 Władysław I Łokietek 1320                                                         |
| Król Albanii                               | - 1301 Filip I 1332                                                                      |
| Współksiążęta Andory                       | - 1309 Ramon Trebailla 1326 - 1315 Gaston II 1343                                        |
| Król Angkoru                               | - 1307 Idradżajawarman 1327                                                              |
| Król Anglii                                | - 1307 Edward II 1327                                                                    |
| Król Aragonii i Walencji, hrabia Barcelony | - 1291 Jakub II Sprawiedliwy 1327                                                        |
| Margrabia Brandenburgii                    | - 1293 Henryk I 1318 - 1304 Waldemar 1319                                                |
| Książę Burgundii                           | - 1315 Eudes IV 1349                                                                     |
| Książę Dolnej Bawarii                      | - 1309 Otto IV 1334 - 1309 Henryk XIV Bawarski 1339 - 1312 Henryk XV 1333                |
| Książę Górnej Bawarii                      | - 1294 Rudolf I 1317 - 1294 Ludwik III 1340                                              |
| Cesarz Bizancjum                           | - 1282 Andronik II Paleolog 1328                                                         |
| Car Bułgarii                               | - 1300 Teodor Swetosław 1322                                                             |
| Cesarz Chin                                | - 1311 Renzong 1320                                                                      |
| Król Cypru                                 | - 1310 Henryk II 1324                                                                    |
| Król Czech                                 | - 1310 Jan Luksemburski 1346                                                             |
| Król Danii                                 | - 1286 Eryk Menved 1319                                                                  |
| Władca Egiptu                              | - 1310 An-Nasir Muhammad 1341                                                            |
| Cesarz Etiopii                             | - 1314 Amde Tsyjon I 1344                                                                |
| Król Francji                               | - 1314 Ludwik X 1316 - 1316 Jan Kapetyng (panował 5 dni) 1316 - 1316 Filip V Wysoki 1322 |
| Król Gruzji                                | - 1314 Jerzy V Wspaniały 1346                                                            |
| Hrabia Holandii                            | - 1304 Wilhelm III 1337                                                                  |
| Cesarz Japonii                             | - 1308 Hanazono 1318                                                                     |
| Kalif                                      | - 1302 Al-Mustakfi I 1340                                                                |
| Król Kastylii i Leónu                      | - 1312 Alfons XI 1350                                                                    |
| Patriarcha Konstantynopola                 | - 1315 Jan XIII Glykys 1320                                                              |
| Władca Korei                               | - 1313 Ch’ungsuk 1330                                                                    |
| Wielki książę litewski                     | - 1295 Witenes 1316 - 1316 Giedymin 1341                                                 |
| Cesarz Majapahitu                          | - 1309 Dżajanegara 1328                                                                  |
| Sułtan Maroka                              | - 1310 Abu Said Usman II 1331                                                            |
| Książę Mediolanu                           | - 1311 Matteo I Wielki 1322                                                              |
| Książę Moskwy                              | - 1303 Jerzy Daniłowicz 1325                                                             |
| Król Nawarry                               | - 1305 Ludwik I 1316 - 1316 Filip II 1322                                                |
| Król Norwegii                              | - 1299 Haakon V Długonogi 1319                                                           |
| Hrabia Palatynatu                          | - 1294 Rudolf I Wittelsbach 1317                                                         |
| Papież                                     | - 1316 Jan XXII 1334                                                                     |
| Król Portugalii                            | - 1279 Dionizy I 1325                                                                    |
| Książę Rusi halickiej                      | - 1308 Andrzej II 1323 - 1308 Lew II 1323                                                |
| Cesarz Rzymski (niemiecki)                 | - 1314 Ludwik IV Bawarski 1347                                                           |
| Książę Saksonii                            | - 1298 Rudolf I 1356                                                                     |
| Król Serbii                                | - 1282 Stefan Urosz II 1321                                                              |
| Król Szkocji                               | - 1306 Robert I 1329                                                                     |
| Król Szwecji                               | - 1290 Birger I Magnusson 1318                                                           |
| Sułtan Turków                              | - 1299 Osman I 1324                                                                      |
| Doża Wenecji                               | - 1312 Giovanni Soranzo 1328                                                             |
| Król Węgier                                | - 1308 Karol Robert 1342                                                                 |
| Wielki mistrz zakonu krzyżackiego          | - 1311 Karl Bessart von Trier 1324                                                       |

Rok 1316 / MCCCXVI
stulecia: XIII wiek ~
XIV wiek ~
XV wiek

lata: 1306 «
1311 «
1312 «
1313 «
1314 «
1315 «
1316
» 1317
» 1318
» 1319
» 1320
» 1321
» 1326

## Wydarzenia w Polsce
- Nieudana wyprawa Waldemara brandenburskiego na Wielkopolskę.

## Wydarzenia na świecie
- 7 sierpnia – zakończył się ponad dwuletni okres sediswakancji po śmierci papieża Klemensa V, do wyboru nowego papieża doprowadził król Francji Filip V, który za pomocą drastycznych środków zdołał zebrać skłóconych kardynałów i zamknął ich w klasztorze w Lyonie, ostatecznie na papieża został wybrany 72-letni biskup Porto-Santa Rufina Jacques Duèse, który przybrał imię Jan XXII.

- Papież Jan XXII zniósł zakaz dotyczący turniejów.
- Rządy na Litwie po śmierci Witenesa objął jego brat Giedymin.

## Urodzili się
- 2 marca – Robert II, król Szkocji (zm. 1390)
- 14 maja – Karol IV Luksemburski, król Czech, król Niemiec, król Włoch, cesarz rzymski (zm. 1378)

## Zmarli
- 12 marca – Stefan Dragutin, król Serbii (ur. ok. 1252)
- 5 czerwca – Ludwik X Kłótnik, król Francji i Nawarry (ur. 1289)
- 29 czerwca – Rajmundus Lullus, hiszpański teolog, mistyk i alchemik (ur. 1232)
- 16 grudnia – Oldżajtu, władca z dynastii Ilchanidów (ur. 1280)
- data dzienna nieznana:
  - Ala ud-Din Chaldżi, muzułmański władca Sułtanatu Delhijskiego w Indiach (ur. ?)
  - Witenes, wielki książę litewski i brat Giedymina (ur. ?)